# Collège Condorcet
Le collège Condorcet est un établissement français d'enseignement secondaire et supérieur parisien situé à Dourdan en Essonne.

## Situation et accès
Situé chemin de champ de courses à Dourdan, ce site se trouve à la périphérie de la ville, proche du centre hospitalier. Il est desservi par la gare de Dourdan - La Forêt.

## Organisation et architecture
En 2021, le collège accueillait 775 élèves, dont environ 60 dans le cadre de la SEGPA (Section d’Enseignement Général et Professionnel Adapté) et 12 dans le cadre du dispositif ULIS (Unité localisée pour l'inclusion scolaire).

## Résultats et classement du collège
En 2019, le taux de réussite à l'examen du brevet des collèges était de 80,9%; de 91.3% en 2020; de 84.6% en 2021 (pour 195 élèves présentés).

## Direction du collège
| Nom                   | Entrée en fonction | Cessation de fonctions |
| --------------------- | ------------------ | ---------------------- |
| Peggy Lagier Poubanne |                    | en poste               |